# 立志舘大学
立志舘大学（りっしかんだいがく、公用語表記: 立志舘大学）は、広島県安芸郡坂町平成ヶ浜3丁目3−20に本部を置いていた日本の私立大学である。2000年に設置され、2003年に廃止された。

## 概要
学校法人広島女子商学園が経営する広島女子商短期大学（ひろしまじょししょうたんきだいがく）を母体として、2000年4月に広島安芸女子大学（ひろしまあきじょしだいがく）として開校。開校当初より定員割れで経営難に陥り、2001年にジェイク医療福祉技術専門学校（現・郡山健康科学専門学校）などを運営する学校法人佐久間学園が経営支援を表明。
2002年4月に男女共学になり立志舘大学と改称。佐久間学園の地元である郡山市への福祉系学部の新設等も計画したが、理事長による資金横領等が発覚し、同年10月に理事長が辞職し佐久間学園が支援から撤退。その結果経営に行き詰まり2003年3月に一度も卒業生を出さずに廃校となった。廃校時点で在籍していた学生は呉大学（2009年4月より広島文化学園大学に名称変更）が継承した。
立志舘大学のキャンパスは現在、広島文化学園大の施設として使用されている。

## 年表
- 2000年 - 広島安芸女子大学開校
- 2002年 - 共学になり、立志舘大学に校名を変更
- 2003年 - 廃校

## 学部
- 経営学部